# 이성수 (1979년)
이성수 (李成秀) 는 대한민국 SM엔터테인먼트의 CAO이다. 2005년 SM엔터테인먼트에 입사한 그는 2015년 SM엔터테인먼트 프로듀싱본부 본부장, 2019년 SM엔터테인먼트 USA 대표이사를 거쳐 2020년 공동대표이사(CEO) 자리에 올랐으며, 2023년 대표이사에서 물러나 현재 CAO의 직위에 있다. 
오랜 기간 이수만 프로듀서와 함께 한류 그리고 K팝을 현장에서 지켜보고 SM의 CT를 발전시키기 위해 노력해왔다. 음반 기획/제작 파트인 SM A&R(Artist & Repertoire)분야를 맡아왔던 이성수 대표는 이수만 프로듀서의 좋은 음악에 대한 원칙을 이어 받으며 프로듀싱 역량을 키워왔고, SM만의 A&R 시스템을 발전시켜 K팝이 전세계로 뻗어나가는 데 큰 역할을 하고 있다.

## 수상
- 2020년 대한민국 창조경영 2020
- 2022년 빌보드 인터내셔널 파워 플레이어스 선정

## 경력
- 2005년 SM엔터테인먼트 입사
- 2015년 SM엔터테인먼트 프로듀싱본부 본부장
- 2019년 SM엔터테인먼트 USA 대표이사
- 2020년 SM엔터테인먼트 공동대표(CEO)
- 2023년 SM엔터테인먼트 CAO

## 작사/작곡
- 2009년 내가 사랑했던 이름 (가창: 샤이니)
- 2009년 소년, 소녀를 만나다 (가창: 샤이니)

## 방송
- 2019년 6월 ‘사장님 귀는 당나귀 귀’

## 연설
- 2020년 11월 21일 ‘COMEUP 2020’에서 ‘컬처 테크놀로지, 뉴노멀 시대에 빛나게 될 문화 기술’ 기조연설
- 2020년 10월 7일 '코리아 인베스트먼트 페스티벌 2020'에서 '포스트 코로나 시대, K-POP의 미래 전략' 연설
- 2020년 9월 25일 '뮤콘 온라인 2020' 콘퍼런스에서 '컬쳐 테크놀러지, IP 산업 그리고 언택트' 연설
- 2020년 9월 24일 디지털뉴딜 문화콘텐츠산업 전략보고회 '디지털뉴딜 우수사례 선정' 발표
- 2019년 6월 '함께 꿈꾸기: K팝의 미래와 문화기술' 토론콘서트
- 2019년 6월 25일 '2019 콘텐츠 산업포럼' 이야기포럼 섹션에서 '이야기×음악산업, 아티스트 그리고 세계관' 강연[1]
- 2019년 6월 19일 뉴욕 맨해튼 링컨센터 ‘K-Pop의 진정한 가치’ 특별 연사
- 2014년 8월 2일 고려대학교 민족문화연구원 한류학센터 '국제 한류 워크숍: 한류 3.0을 위한 콘텐츠 이노베이션' 기조연설 '프로듀싱 기술과 국제화'
- 2014년 1월 20일 세계한류학회 창립 1주년 기념포럼 ‘2014년 한류의 동향과 전망’에서 ‘K팝 성공을 이끈 프로듀싱 그리고 문화기술’ 강연[2]

## 인터뷰
- 2019년 3월 13일 "미국판 소녀시대, 유럽판 NCT 구상"… 'K팝' 美 현지화 나선 SM엔터테인먼트[3]
- 2017년 9월 1년 타이틀곡만 80~90곡 작업…SM ‘A&R팀’의 힘[4]
- 2015년 11월 EXOx[스타워즈] “EXO 팬의 “제다이가 뭐예요?”라는 질문을 보고 만세를 불렀다”[5]
- 2015년 11월 11일 이성수 SM엔터테인먼트 프로듀싱본부장 “중요성 커지는 노랫말에 집중투자”[6]
- 2014년 2월 “SM의 매뉴얼은 독창적 기술이다”[7]
- 2013년 2월 15일 [세계는 지금 케이팝 조립 중]<6> 최종 기지 서울 청담동을 가다[8]

## 업적
SM만의 A&R 시스템 통해 SM만의 음악을 탄생
이성수 대표는 SM이 아시아의 선도적 엔터테인먼트 기업으로 자리매김하는데 있어 핵심적인 역할을 수행하였다. 그는 이수만 프로듀서와 함께 K-pop이 한국을 넘어 글로벌 시장으로 나가고, 세계의 음악 트렌드를 SM만의 프로듀싱으로 새롭게 완성하기 위해 다국적 출신의 작가들과 협업을 이끌어왔으며, 2020년 기준으로 2,000명 이상의 다국적 작곡가들과 작업을 해오고 있다.
그는 SM만의 새로운 송라이팅 캠프 개념과 시스템을 구축하면서 질적인 향상도 함께 이뤄냈는데, 조직적으로 상시 운영되는 SM의 송라이팅 캠프에서는 국내외 작곡가들이 프로듀서와 A&R이 원하는 곡의 리드를 탄생시키고 있으며, SM 송라이팅 캠프를 거쳐 간 다국적 작가들은 SM과 K-pop 에 높아진 이해도를 바탕으로 맞춤형 데모를 제안하고 있다.
현재 많은 엔터테인먼트사 역시 SM의 A&R 시스템을 벤치마킹하고 있지만 이를 단기간에 구축하거나 모방하기는 어려운 것도 현실이다. SM이 어떤 기획사 보다 많은 아티스트를 보유하고 많은 앨범과 신곡을 발표하면서도 자신들만의 음악적 색과 완성도를 유지 할 수 있었던 것은 이성수 대표가 이수만 프로듀서와 이러한 시스템을 2000년 중반부터 운용, 발전시켰기에 가능할 수 있었다.
신규사업을 통해 CT의 발전
그는 이와 같은 음악 관련 성과 외에도 SM엔터테인먼트 다양한 문화 사업분야에서도 두각을 나타내고 있는데, 댄스 뮤직 페스티벌인 SPECTRUM, EDM 레이블 SCREAM Records, 신개념 음악 콘텐츠 플랫폼인 SM STATION 등 음악을 기반으로 한 다양한 문화 프로젝트를 추진하고 성장시켜왔다.
이와 같은 이성수 대표의 업적들은 SM엔터테인먼트가 추구하는 기업의 핵심 가치로 귀결된다. 최근 이수만 총괄 프로듀서가 제안한 “Culture Universe”는 아티스트와 콘텐츠를 제작하여 전 세계에 알리는 일련의 과정을 체계적으로 정리한 통합적 시스템을 지칭하는 “Culture Technology” 모델에서 한층 더 업그레이드된 개념으로, 이성수 대표는 이와 같은 비전을 펼쳐, 지금까지 SM이 K-pop을 전세계에 알리고 선도해온 것처럼, 글로벌 음악 시장에서 K-pop의 입지를 더욱 확고히 하고 발전시킴은 물론 전세계 음악 시장을 세계화된 팝 문화 생태계로 만들어가는 데 일조하고 있다.